# Donald A. Bruce
Donald Alexander Bruce (* um 1951) ist ein britisch-US-amerikanischer Bauingenieur und Fachautor im Bereich der Geotechnik. Er ist Experte für Bodenvermörtelung (Deep Mixing) und andere Methoden der Baugrundverbesserung, Bodenverankerung, Bodennägel und Felsanker und Mikropfähle. Er war zum Beispiel an Reparatur- und Sicherungsprojekten großer Dämme und Talsperren beteiligt.

## Leben
Bruce studierte ab 1969 Geologie und Mineralogie an der University of Aberdeen mit dem Bachelor-Abschluss 1973 und wurde dort 1976 als Bauingenieur in Geotechnik bei G. S. Littlejohn promoviert (mit einer Dissertation über Felsanker). Ab 1977 war er Ingenieur bei Colcrete in England, unter anderem in einem Joint Venture mit Keller Grundbau und Ing. Giovanni Rodio an der Tarbela-Talsperre am Indus in Pakistan (1979/80). Danach stieg er bei Colcrete ins Management auf und war 1982/83 in Hongkong (tiefe Baugruben, chemische Bodenverbesserung für Eisenbahntunnel u. a.). 1982 bis 1986 war er im Hauptquartier von Colcrete in Weatherby für die Geotechnik zuständig. Ab 1986 war er technischer Leiter bei Nicholson Construction in Pittsburgh, die Bodenverbesserungsverfahren der italienischen Rodio auf den nordamerikanischen Markt übertrugen. 1991 wurde er Vizepräsident. 2000 bis 2008 war er Direktor von Soldata (heute Sixense), einer französischen Firma, die auf die Echtzeit-Darstellung geotechnischer Daten spezialisiert ist, und war von 2001 bis 2008 Partner einer Firma für Felsanker (SBMA LLC). 1996 gründete er sein Ingenieurbüro Geosystems LP in Pittsburgh (bis 2000 Eco Geosystems Inc.), dessen Präsident er ist (2022).

## Auszeichnungen
2015 hielt er die Terzaghi Lecture (The Great Leap Theory in Specialty Geotechnical Construction) der American Society of Civil Engineers (ASCE). Außerdem erhielt er 1998 den Martin S. Kapp Foundation Engineering Award für Gründungstechnik der Geotechnik-Sektion der ASCE und 2004 den Wallace Hayward Baker Award für Baugrundverbesserung der ASCE.

## Schriften
- mit G. S. Littlejohn: Rock Anchors - State of the Art, Foundation Publications, Essex 1977 (vorher in 5 Teilen in der Zeitschrift Ground Engineering)
- mit Kenneth N. Weaver: Dam Foundation Grouting, New York, ASCE Press 2007
- mit Petros P. Xanthakos, Lee W. Abramson: Ground Control and Improvement, Wiley 1994
- In Situ Earth Reinforcing by Soil Nailing, in: S. Thornburn, G. S. Littlejohn, Underpinning and Retention, Blackie 1993, Kapitel 11, S. 340–394
- mit I. Juran: Drilled and Grouted Micropiles: State of Practice Review, Band 1 bis 4, Federal Highway Administration, 1997
- als Herausgeber: Specialty Construction Techniques for Dam and Levee Remediation, Boca Raton: CRC Press/Spon Press, 2013
- Seepage cutoff for dams and levees: lessons learned from 40 years of remedial construction, in:  Symposium Hydro Engineering: 2nd-3rd of July 2018 July, Vienna, Austria : 26th World Congress ICOLD 2018 - 86th Annual Meeting, 1-7 July, Vienna, Verlag der Technischen Universität Graz, 2018, S. 1623–1634